# Elhockey

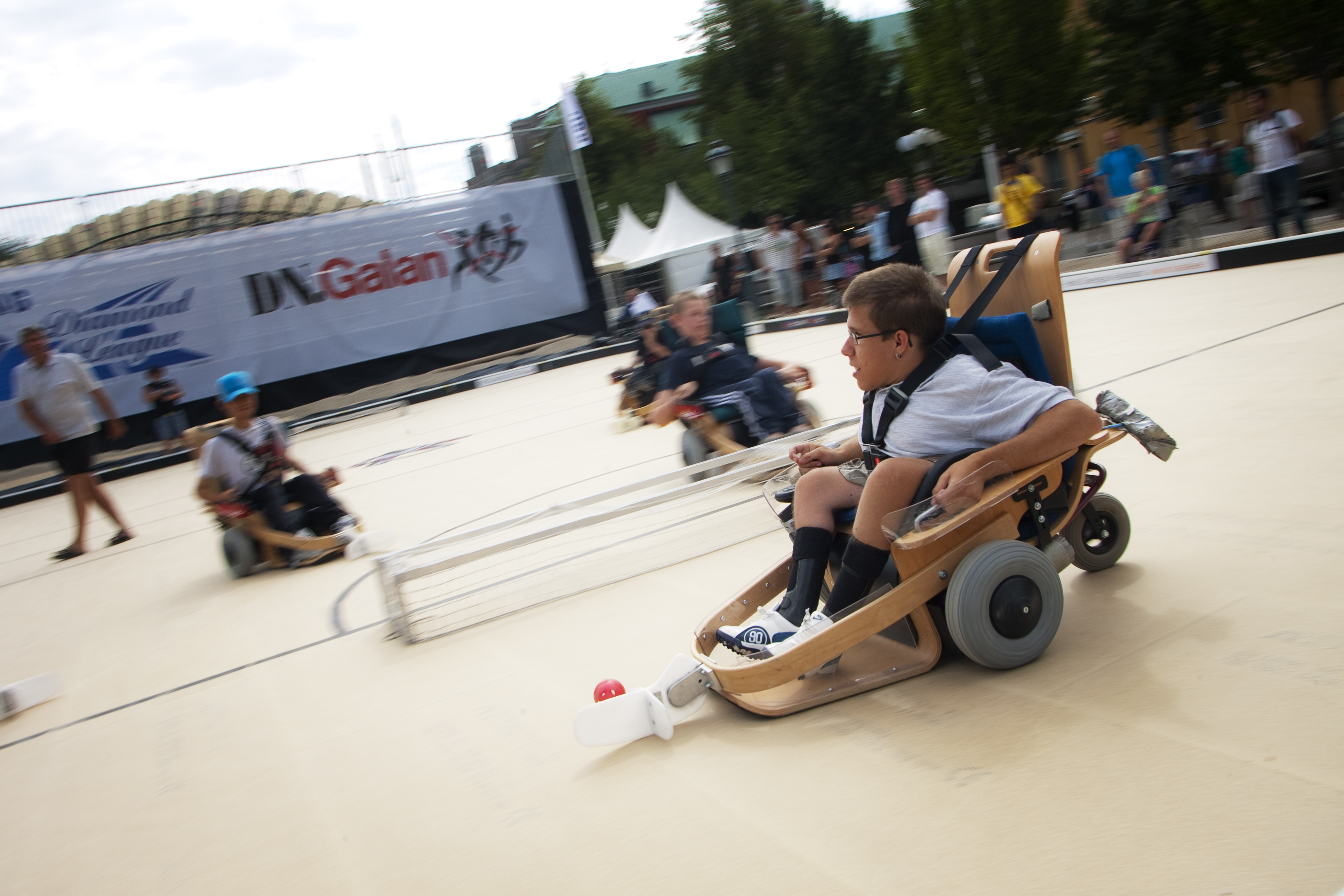
Elhockey i Kungsträdgården år 2011.

Elhockey är en sport för personer med funktionsnedsättning. Man sitter i en nersänkt permobil. Stolen har tre hjul, klubban sitter fram på stolen och är 30 centimeter lång och 15 centimeter bred. Stolen går i 14 km/h och den svänger fort. Elhockey finns i Sverige, Danmark, Norge och Tyskland. Elhockey grundades i Danmark 1991. I Sverige finns 2014 cirka 80 aktiva i nio klubbar, i Stockholm, Göteborg, Malmö, Eskilstuna, Gävle, Umeå, Norrköping, Hedemora och på Gotland. I Danmark finns 13 klubbar. I Norge finns 35 klubbar och cirka 300 spelare. I Tyskland finns bara en klubb. En stol kostar 94 000 kronor.

## Spelet
Regelverket liknar det för ishockey och innebandy. Spelas i gymnastiksal/sporthall med en basketplans mått och med låg sarg. Målen är låga och breda tre meter x 20 centimeter. Speltiden är 2 x 15 minuter. Varje lag består av sex spelare, tre på planen och tre avbytare. Det tillåts inga "tacklingar" i elhockey. Endast små beröringar av stolarna som ej inverkar på spelet är tillåtet. Det finns ingen specifik målvakt.

## Stolarna
En elhockeystol består av ett chassi med tre hjul, två motorer och två 12 volts batterier. Sitsen är av trä i formpressad plywood. Man styr stolen med en joystick av samma typ som används av vanliga elrullstolar. Elektroniken är "trimmad" för elhockeystolen. Hastigheten är 14 km/t, dubbelt mot en vanlig elrullstol. Även känsligheten i joysticken är dubbelt så känslig som en vanlig elrullstol. Längst fram på stolen sitter en fast klubba av plast med två vingar som man dribblar och skjuter med. Ett
fyrpunktsbälte håller spelaren säkert på plats. Stolen har låg tyngdpunkt och därför påminner väghållningen om en gokart. Det finns utrymme för enkla anpassningar som t.ex. nackstöd och mittstyrning. Priset för en elhockeystol är cirka 94 000 kr.